# If I Should Love Again
If I Should Love Again è un album del cantautore statunitense Barry Manilow, pubblicato dall'etichetta discografica Arista e distribuito dalla BMG nel 1981.
L'album è prodotto dallo stesso interprete insieme a Michael Delugg, e sempre Manilow partecipa alla stesura di 7 brani e cura gli arrangiamenti.
Dal disco vengono tratti quattro singoli tra il 1981 e l'anno seguente.

## Tracce

### Lato A
1. The Old Songs - 4:43
2. Let's Hang On - 3:12
3. If I Should Love Again - 5:33
4. Don't Fall in Love with Me - 3:39
5. Break Down the Door - 3:04

### Lato B
1. Somewhere Down the Road - 4:00
2. No Other Love - 4:36
3. Fools Get Lucky - 4:11
4. I Haven't Changed the Room - 2:16
5. Let's Take All Night (to Say Goodbye) - 3:36